# Carl Arvid Hessler

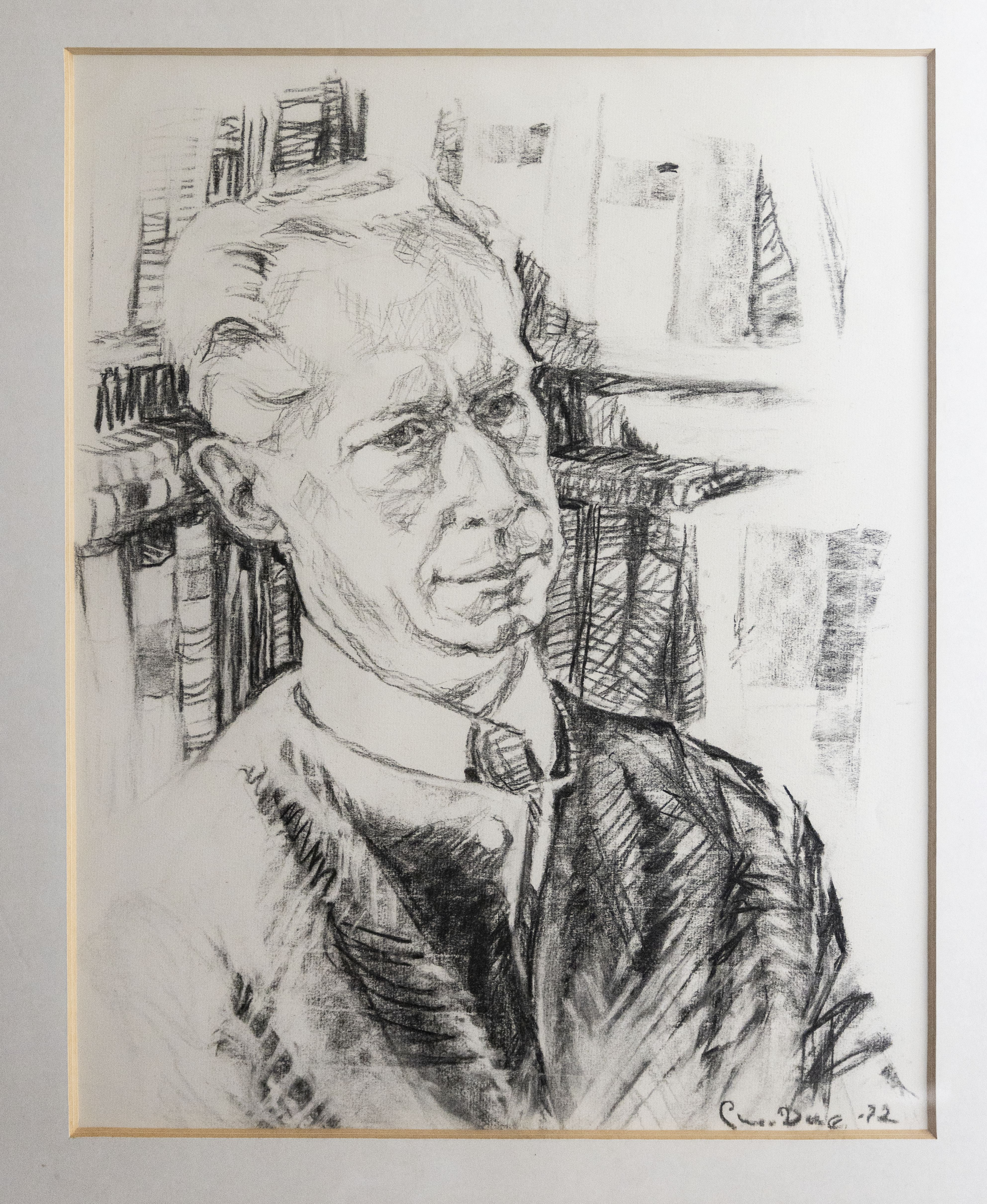
Carl Arvid Hessler Kolteckning av Christian Due 1972. Skytteanum

Carl Arvid Gunnar Hessler, född 10 februari 1907 i Falköping, död 25 juli 1991 i Stocksund (Danderyds församling), var skytteansk professor i vältalighet och statskunskap vid Uppsala universitet från 1947 till 1972.
Sina tidigare akademiska studier hade han bedrivit vid Göteborgs högskola, där Gustaf Steffen, Curt Weibull och Georg Andrén varit hans lärare. Under sina femtio år som verksam forskare, från 1930-talet till 1980-talet, bidrog han på ett allmänt plan starkt till att skärpa problemställningarna i studiet av svensk författningshistoria, demokrati och parlamentarism. Av särskild betydelse för den fortsatta utvecklingen av ämnet blev hans strävan att vidga ämnesområdet från att inte bara gälla politikens form utan också dess innehåll. Specialiserat behandlade han i huvudsak tre teman. Det första var Erik Gustaf Geijer och dennes brottning med frågan om aristokratfördömande, konservatism och liberalism. Hans andra särskilda tema var frågan om religionsfrihet och statskyrka i Sverige från frihetstiden fram till 1960-talet. Den tredje frågan, åt vilken han ägnade sina båda sista böcker 1979 och 1988, gällde Kinas politiska idéhistoria med avseende på olika former av väktarstyre i ett mångtusenårigt perspektiv.
Högt ställda krav på tankereda och uttrycksskärpa präglade inte bara hans eget författarskap utan också hans insatser som lärare, handledare och bedömare. En händelse, som under åren kring 1950 blev mycket uppmärksammad, avsåg ett befordringsärende vid Lunds universitet, som till sist fick avgöras av regeringen. Det gällde en ansökan av den tysk-judiske flyktingen Erich Wittenberg om att få bli utsedd till oavlönad docent i politisk idéhistoria. Denne hade i sitt författarskap behandlat den omstridda frågan om tysk konservatism som vägröjare för nazismen. Som särskilt utsedd sakkunnig ansåg Hessler, att sökanden inte uppfyllde rimligt högt ställda krav på klar problemformulering och övertygande argumentering.
Hessler var gift med Greta Clemensson (1901–1990). De är begravda på Östra kyrkogården i Göteborg. Litteraturkritikern, författaren och översättaren Ole Hessler (1945–2002) var deras son.